# Krisztina Egerszegiová
Krisztina Egerszegiová (* 16. srpna 1974, Budapešť) je bývalá maďarská plavkyně, která v osmdesátých a devadesátých letech získala celkem pět zlatých olympijských medailí. Byla držitelkou světového rekordu na 100 m i 200 m znak, na delší trati rekord držela dokonce sedmnáct let (1991 až 2008).

## Život a závodní kariéra
V mezinárodních závodech debutovala na mistrovství Evropy 1987, kde teprve jako třináctiletá skončila čtvrtá na 200 m znak a pátá na 100 m znak. O rok později na olympijských hrách zaskočila plavecký svět, když na znakařské dvoustovce zvítězila a na poloviční trati skončila druhá. V den jejího olympijského vítězství jí bylo teprve 14 let a 41 dní a stala se tak nejmladším plavcem, který na olympiádě zvítězil (v roce 1992 tento rekord překonala Kyoko Iwasakiová). V dalších letech znakařským tratím dominovala. Na barcelonské olympiádě 1992 zvítězila na obou tratích a k tomu přidala zlato v polohovém závodu na 400 metrů. Byla jedinou ženou, která si z těchto her odvážela tři zlaté medaile. Tuto sbírku ještě rozšířila na mistrovství Evropy 1993, kde krom vítězství na zmíněných tratích vyhrála i 200 m motýlek. 

V roce 1994 oznámila, že po mistrovství světa v Římě ukončí kariéru. Šampionát se jí však nepovedl- na kratší znakařské trati skončila až pátá, na 200 m znak druhá. To vedlo k rozhodnutí konec kariéry odložit. Další rok na mistrovství Evropy již opět vítězila. Na olympijských hrách v Atlantě 1996 obhájila své výhry na 200 m znak ze dvou předchozích olympiád a stala se teprve druhým plavcem (po Dawn Fraserové), která zvítězila ve stejné disciplíně na třech po sobě jdoucích hrách. S pěti zlatými z individuálních disciplín z let 1988 až 1996 byla také nejúspěšnějším plavcem historie, její zisk překonal v roce 2008 Michael Phelps. Po atlantské olympiádě oznámila konec kariéry v 22 letech.

## Ocenění
- nejlepší světová plavkyně roku – 1991, 1992, 1995
- nejlepší Evropská plavkyně roku – 1990, 1991, 1992, 1995
- nejlepší evropská sportovkyně roku 1992
- nejlepší maďarská sportovkyně v letech 1988, 1989, 1990, 1991, 1992, 1993 a 1996

## Osobní rekordy
- 50 m znak – 29,71 (1993, Sheffield)
- 100 m znak – 1:00,31 (1991, Atény)
- 200 m znak – 2:06,62 (1991, Atény)
- 200 m motýlek – 2:10,71 (1993, Sheffield)
- 400 m polohový závod – 4:36,54 (1992 LOH, Barcelona)